# Jan Vrba (politik)
Jan Vrba (3. června 1937 Praha – 4. listopadu 2020) byl český a československý ekonom a bývalý politik Občanského fóra a Občanského hnutí, po sametové revoluci český ministr průmyslu.

## Biografie
V roce 1963 absolvoval strojní fakultu Vysoké školy strojní a textilní v Liberci (obor konstrukce textilních strojů). Roku 1974 ještě absolvoval Institut řízení v Praze. Pracoval v podniku Textilana Liberec. Po roce 1968 byl vedoucím několika textilních závodů tohoto podniku ve Stříbře, Aši a Novém Městě pod Smrkem. Roku 1978 se stal ředitelem Textilany Liberec. V září 1984 byl jmenován náměstkem ministra průmyslu České socialistické republiky. Byl ženatý, měl jedno dítě.
Po sametové revoluci se zapojil do politiky. 29. června 1990 byl jmenován ministrem průmyslu ve vládě Petra Pitharta. Portfolio si udržel do konce existence této vlády, tedy do 2. července 1992. Do vlády usedl za Občanské fórum, po jeho rozpadu zastupoval Občanské hnutí.. Ve funkci ministra spolu s premiérem Petrem Pithartem v dubnu roce 1991 potvrdil privatizaci podniku Škoda Auto německé firmě Volkswagen, kterou připravili v 2. polovině roku 1990 a domluvili s představiteli Volkswagenu (gen. ředitelem Carlem Hahnem) ministr Miroslav Grégr, místopředseda vlády František Vlasák, tehdejší ředitel Škody Dědek, mladoboleslavské odbory a další lidé, smlouvu ve věci privatizace podepsali v prosinci 1990 ze vládu Miroslav Grégr a za VW Carl Hahn. Federální ministr financí Václav Klaus tehdy přitom favorizoval metodu kupónové privatizace a po vítězství ODS ve volbách roku 1992 zastavil další privatizační projekty, které ministr Vrba chystal pro podniky Tatra Kopřivnice, Liaz a Škoda Plzeň.
V roce 2011 se uvádělo, že pracoval pro skandinávský investiční fond v Česku. Zemřel dne 4. listopadu 2020 ve věku 83 let. Před smrtí onemocněl covidem-19.